# James Sie
James Sie (n. 18 decembrie 1962, Summit, New Jersey, SUA) este un actor american de film, televiziune, și voce. El a fost vocea unui animat Jackie Chan și a altor câteva personaje din Jackie Chan Adventures, Maestră Maimuță în Kung Fu Panda: Legends of Awesomeness (preluând rolul lui Chan), și Eddy Raja în seria Uncharted. Romanul său de debut Still Life Las Vegas a fost publicat în august 2015.